# V485 Возничего
V485 Возничего (лат. V485 Aurigae) — одиночная переменная звезда в созвездии Возничего на расстоянии (вычисленном из значения параллакса) приблизительно 5565 световых лет (около 1706 парсеков) от Солнца. Видимая звёздная величина звезды — от +12,6m до +9,6m.

## Характеристики
V485 Возничего — красная пульсирующая переменная звезда, мирида (M) спектрального класса M. Эффективная температура — около 3284 K.